# بارکد

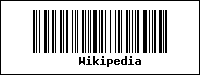
«Wikipedia» در بارکدی با رمزنگاری یک بُعدی ۱۲۸

بارکد یا رمز میله یا رمزینه گونه‌ای نمایش تصویری اطلاعات بر روی سطوح است که اطلاعات آن را می‌توان توسط ماشین، بازخوانی کرد. بارکدهای نخستین، اطلاعات را در قالب عرض و فاصله خطوط موازی چاپ شده ذخیره می‌کردند و به صورت یک دسته از خطوط مستقیم موازی دیده می‌شدند اما امروزه بارکدها ممکن است (بسته به نوع) به شکل دو بُعدی، یک دسته نقطه، یک دسته دایره هم مرکز یا به صورت مخفی شده در تصاویر نیز ظاهر شوند. بارکدها توسط یک پویشگر نوری که دستگاه بارکدخوان نامیده می‌شود بازخوانی می‌شوند و اگر در تصاویر مخفی شده باشند توسط نرم‌افزار ویژهای از آن بیرون کشیده می‌شوند. بارکدها به صورت گسترده‌ای در پیاده‌سازی سیستم‌های جمع‌آوری خودکار اطلاعات شناسه‌ها که سرعت و دقت ورود اطلاعات را بالا می‌برند کاربرد دارند.
در حالی که پیش از این قواعد رمزگذاری بارکدها فقط اجازه نمایش اعداد را می‌داد به کمک نشانه‌گذاری‌های نو می‌توان از مجموعه حروف بزرگ الفبای انگلیسی تا مجموعه کامل نویسه‌های ASCII و حتی بیشتر از آن را در یک بارکد گنجاند. نیاز به گنجاندن داده‌های بیشتر با توجه به محدودیت اندازه بارکدهای نخستین، به ظهور رمزهای ماتریسی (نوعی بارکد دوبعدی) انجامید که برخلاف بارکدهای نخستین به جای آن که از دسته‌ای از میله‌های متساوی تشکیل شده باشد جدولی متشکل از سلول‌های مربع شکل است. بارکد پشته‌ای سازشی بین بارکد دوبعدی و بارکد میله‌ای است که نشانه‌گذاری‌های قدیم بارکدهای میله‌ای را گرفته و در قالبی که اجازه وجود چند ردیف از بارکدهای میله‌ای را می‌دهد می‌گنجاند.

## کد بین‌المللی محصول
کد بین‌المللی محصول یا UPC (Universal Product Code) از نخستین کاربردهای بارکد در شناسایی محصولات است که برای نخستین بار در خرده فروشی‌ها و فروشگاه‌های زنجیره‌ای داخلی آمریکا در اوایل دهه ۱۹۸۰ (میلادی) مورد استفاده قرار گرفت. این بینش از آن رو شکل گرفت که در اوایل دهه ۱۹۷۰ (میلادی) فروشگاه‌ها با روند افزایش قیمت رو به رو شدند و هزینهٔ ارزیابی دوباره قیمت محصولات به نیروی کار بسیار زیاد و همچنین زمان بسیار طولانی نیاز داشت. برای همین شش شرکت بزرگ کمیته‌ای را تشکیل دادند تا برای رفع این مشکل راه‌حلی بیندیشند. پس از چند ماه، نورمن وودلند از شرکت آی‌بی‌ام موفق شد پنج نوع بارکد UPC را ارئه دهد که بجز برآوردن نیازهای آن روز آن سازمان‌ها می‌توانست به عنوان معیاری بین‌المللی برای شناسایی کالاها مورد استفاده قرار بگیرد. این پنج گونه بارکد UPC شامل بارکدهای نوع A ,B ،C ,D و E می‌شد. باید گفت که نورمن وودلند در دهه ۱۹۵۰ (میلادی) ایده خود را ثبت کرده بود.
در ۲۶ ژوئن ۱۹۷۴ نخستین کالای بارکددار اسکن شد. این کالا یک بسته آدامس ریگلی آمریکایی بود که در فروشگاهی در اوهایو اسکن شد. این بسته آدامس هنوز در موزه ملی تاریخ آمریکا در واشینگتن، دی.سی. نگهداری می‌شود. با اختراع بارکد، پیشرفت چشمگیری پدید آمد که زمان کنترل ورودی و خروجی را به سرعت کاهش داد. جورج لارر با ساخت دستگاه بارکدخوان، استفاده از بارکد را متحول کرد. وی همچنین به جای دایره از خط استفاده کرد زیرا قابلیت چاپ راحت‌تری داشت. جورج لارر، توانست طرح بارکد را به شکل کم هزینه و قابل استفاده توسعه دهد و تکمیل کند.

## انواع بارکد

### بارکد خطی
نسل نخست بارکدها یک بعدی است که از خطوط و فضاهای خالی مختلف که با الگوهای خاص ساخته شده‌است.
| نمونه              | شکل                                                                                 | پیوسته یا مجزا | عرض          | موارد استفاده |
| ------------------ | ----------------------------------------------------------------------------------- | -------------- | ------------ | --- |
|                    | بارکد اداره پست استرالیا                                                            | مجزا           | ۴ نوار       | بر روی پاکت‌های اداره پست استرالیا استفاده می‌شود. |
| پرونده:Codabar.svg | بارکد                                                                               | مجزا           | دو           | قالب‌های قدیمی مورد استفاده در کتابخانه‌ها و بانک‌های خون و در بلیت هواپیما (منسوخ)                                                                                                |
|                    | کد ۲۵                                                                               | پیوسته         | دو           | صنایع |
|                    | کد ۲۵                                                                               | پیوسته         | دو           | عمده فروشی‌ها و کتابخانه‌ها با استاندارد بین‌المللی ISO/IEC 16390 |
|                    | کد ۱۱                                                                               | مجزا           | دو           | تلفن‌ها (منسوخ) |
|                    | فارمکد یا کد ۳۲                                                                     | مجزا           | دو           | داروخانه‌های ایتالیا - استفاده از کد ۳۹ (بدون استاندارد بین‌المللی) |
|                    | کد ۳۹                                                                               | مجزا           | دو           | مختلف - استاندارد بین‌المللی ISO/IEC 16388 |
|                    | کد ۴۹                                                                               | پیوسته         | بسیاری       | مختلف |
|                    | کد ۳۹                                                                               | پیوسته         | بسیاری       | مختلف |
|                    | کد ۱۲۸                                                                              | پیوسته         | بسیاری       | مختلف - استاندارد بین‌المللی ISO/IEC 15417 |
|                    | CPC Binary                                                                          | مجزا           | دو           | |
|                    | DX film edge barcode                                                                | هیچ‌یک          | بلند / کوتاه | چاپ فیلم رنگی |
|                    | EAN 2                                                                               | پیوسته         | بسیار        | کد افزونه (مجله‌ها)، جی‌اس۱- تأیید شده – بدون نماد برای خودش – فقط برای استفاده با یک EAN/UPC مطابق با ISO/IEC 15420                                                              |
|                    | EAN 5                                                                               | پیوسته         | بسیار        | کد افزونه (کتاب‌ها)، جی‌اس۱- تأیید شده – بدون نماد برای خودش – فقط برای استفاده با یک EAN/UPC مطابق با ISO/IEC 15420                                                              |
|                    | EAN-8 ،EAN-13                                                                       | پیوسته         | بسیار        | خرده فروشی‌ها در سراسر دنیا، جی‌اس۱- تأیید شده – استاندارد بین‌المللی ISO/IEC 15420                                                                                                |
|                    | Facing Identification Mark                                                          | مجزا           | دو           | USPS رسید نامه‌های تجاری |
|                    | GS1-128 (formerly named UCC/EAN-128), incorrectly referenced as EAN 128 and UCC 128 | پیوسته         | بسیار        | مختلف، جی‌اس۱-approved – just an application of the Code 128 (ISO/IEC 15417) using the ANS MH10.8.2 AI Datastructures. It is not a separate symbology.                           |
|                    | GS1 DataBar, formerly Reduced Space Symbology (RSS)                                 | پیوسته         | بسیار        | Various, جی‌اس۱-approved |
|                    | هوشمند                                                                              | مجزا           | ۴ نوار       | خدمات پستی ایالات متحده، جایگزین هر دوبارکد نامه POSTNET و علامت PLANET (که قبلاً به نام OneCode)                                                                                |
|                    | ITF-14                                                                              | پیوسته         | دو           | Non-retail packaging levels, جی‌اس۱-approved – is just an Interleaved 2/5 Code (ISO/IEC 16390) with a few additional specifications, according to the GS1 General Specifications |
|                    | Japan Article Number(JAN)                                                           | پیوسته         | بسیار        | مورد استفاده در ژاپن، مشابه و سازگار با EAN-13 (ISO / IEC 15420) |
|                    | ژاپن پست barcode                                                                    | مجزا           | ۴ نوار       | اداره پست ژاپن |
|                    | KarTrak ACI                                                                         | مجزا           | میله‌های رنگی | مورد استفاده در شمال آمریکا در تجهیزات نورد راه‌آهن |
|                    | MSI Barcode(MSI)                                                                    | پیوسته         | دو           | مورد استفاده برای قفسه‌های انبار و موجودی |
|                    | Pharmacode                                                                          | مجزا           | دو           | داروخانه (بدون استاندارد بین‌المللی در دسترس است) |
|                    | PLANET                                                                              | پیوسته         | بلند/ کوتاه  | خدمات پستی ایالات متحده (بدون استاندارد بین‌المللی در دسترس است) |
|                    | Plessey Code                                                                        | پیوسته         | دو           | Catalogs, store shelves, inventory (no international standard available) |
|                    | PostBar                                                                             | مجزا           | ۴ نوار       | اداره پست کانادا |
|                    | POSTNET                                                                             | Discrete       | بلند /کوتاه  | خدمات پستی ایالات متحده (بدون استاندارد بین‌المللی در دسترس است) |
|                    | RM4SCC / KIX                                                                        | مجزا           | ۴ نوار       | رویال میل و پست‌ان‌ال |
|                    | RM Mailmark C                                                                       | مجزا           | ۴ نوار       | رویال میل |
|                    | RM Mailmark L                                                                       | مجزا           | ۴ نوار       | رویال میل |
|                    | Telepen                                                                             | پیوسته         | دو           | کتابخانه‌ها (UK) |
|                    | Universal Product Code                                                              | پیوسته         | بسیار        | Worldwide retail, جی‌اس۱-approved – International Standard ISO/IEC 15420 |
|                    | QR code                                                                             | پیوسته         |              | کیوآر کد |

## نگارخانه

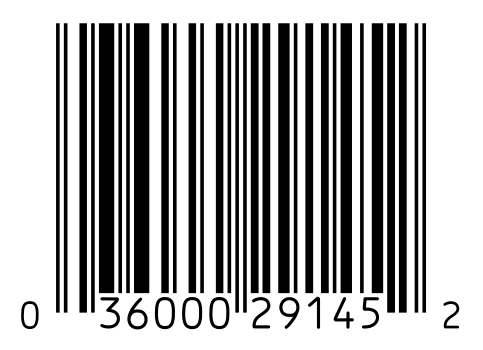
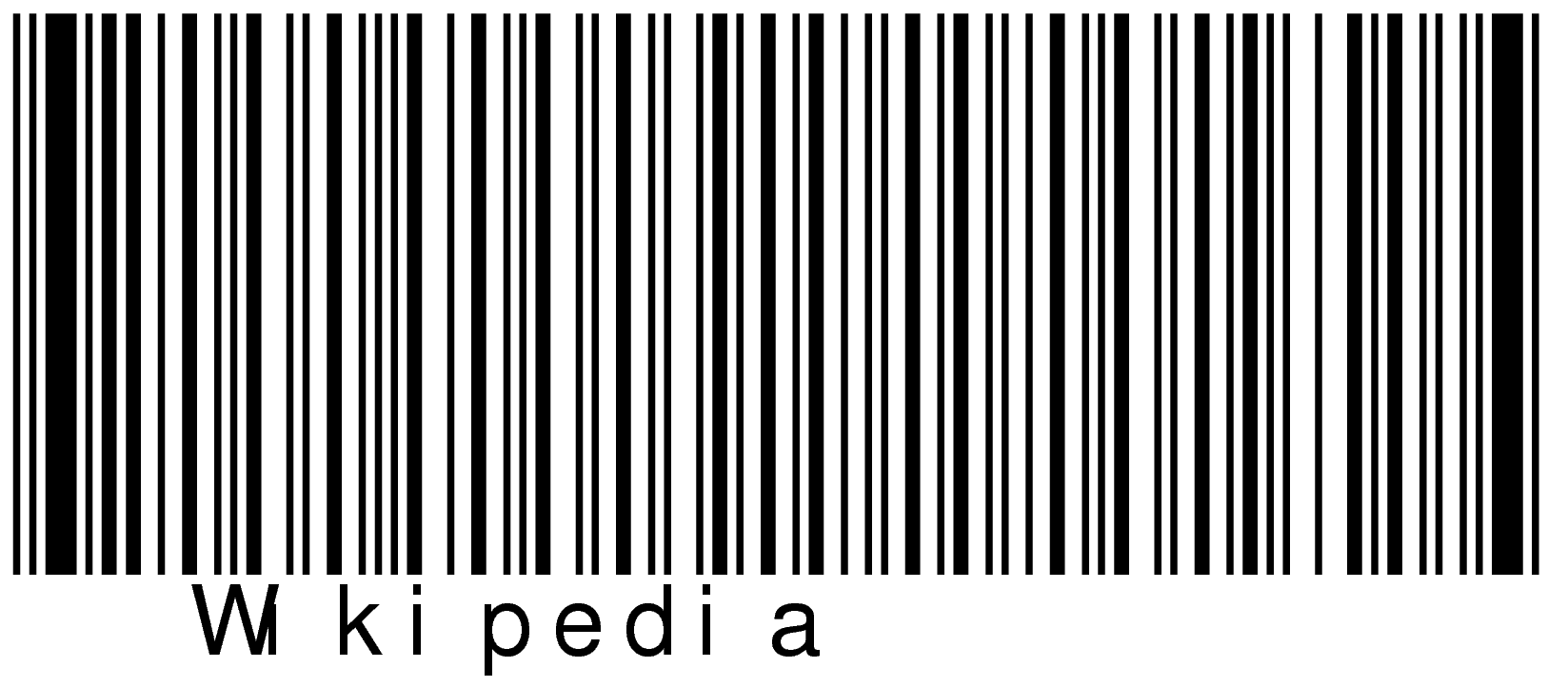
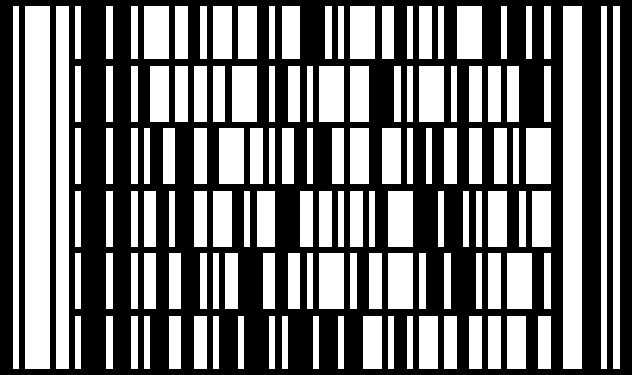
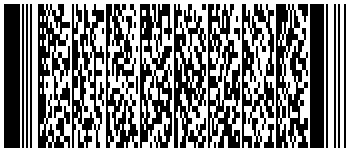
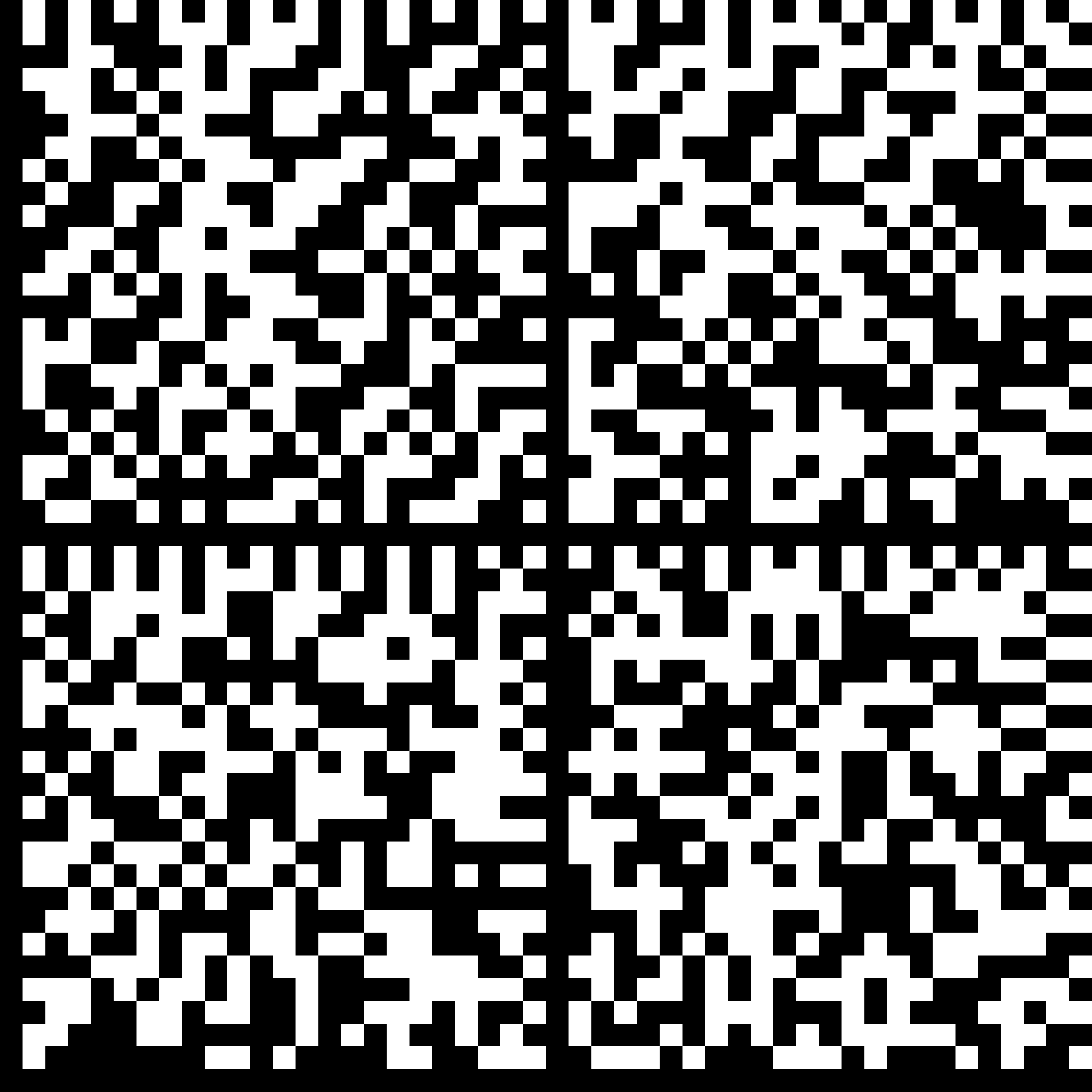
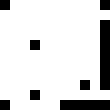
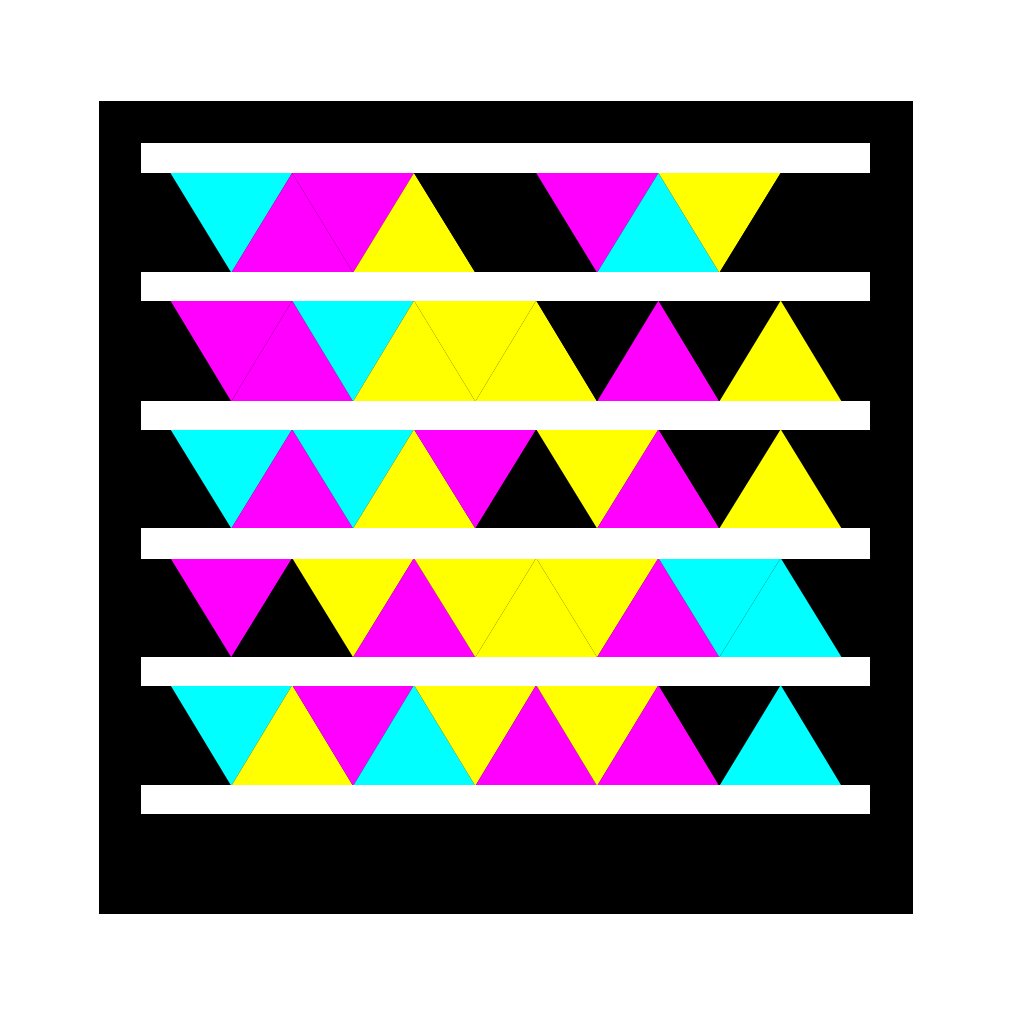
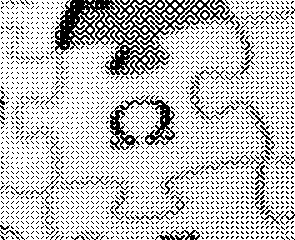
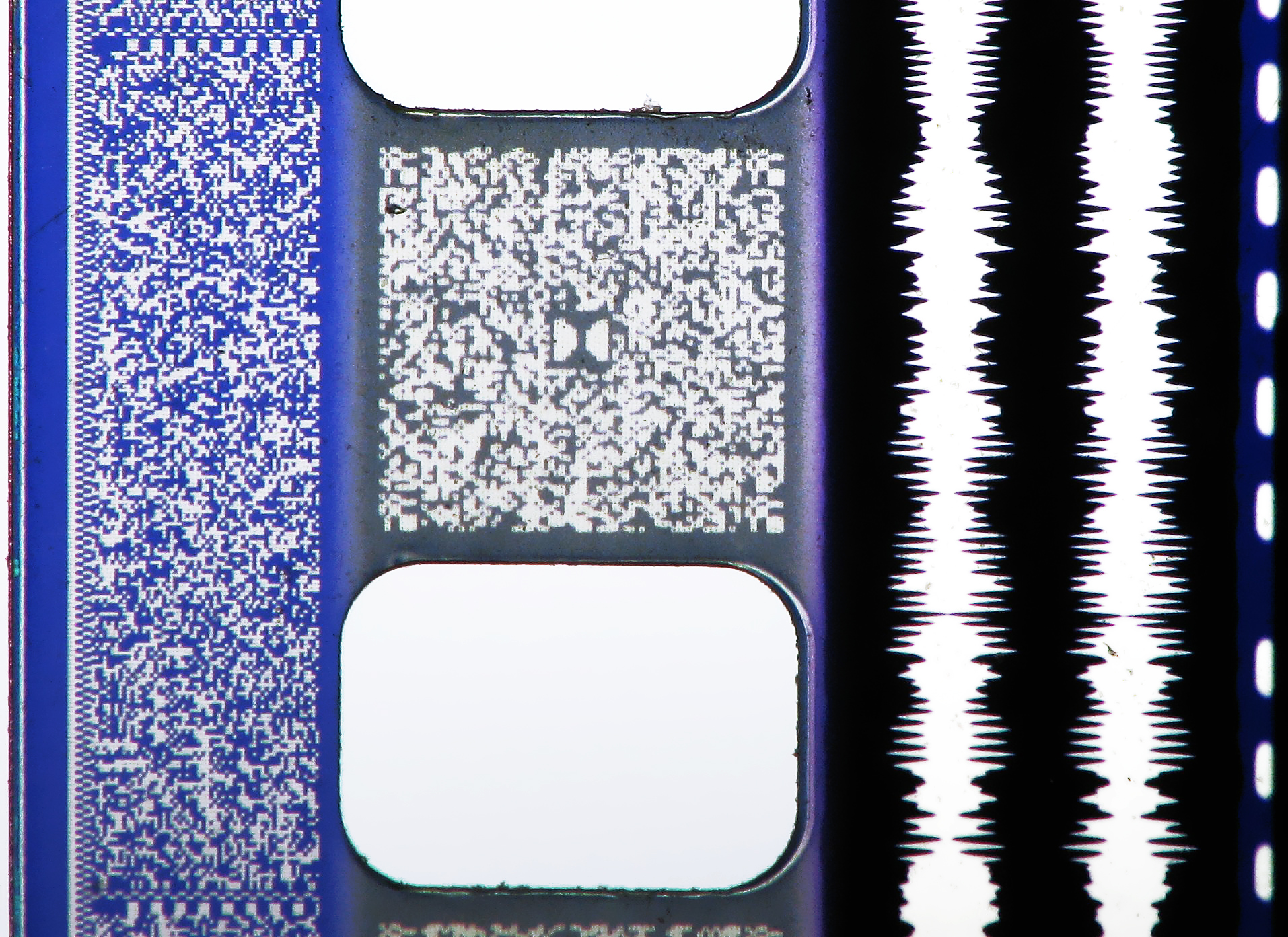
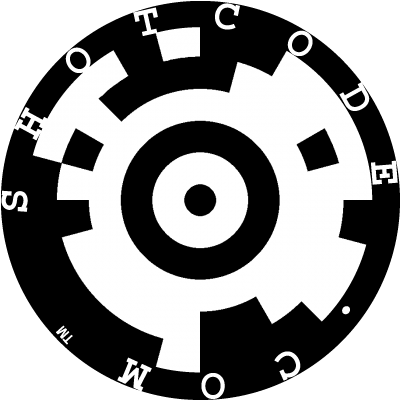
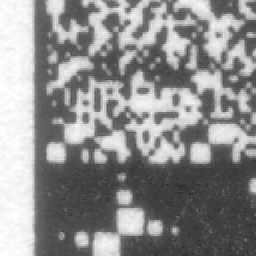